# Trinajstica
Trinajstica je slovenski kriminalno komični TV film iz leta 1989.

### Zgodba
Prijateljici Karin in Mirjam sta študentki 4. letnika igralstva na AGRFT, ki s kolegi na odru postavita diplomsko igro. Nikomur ne prizanašata s svojo nesramnostjo. Karin prihaja iz premožne družine, njen fant Fonza pa fotografira oblake. Mirjam je na skrivaj zagledana vanjo in s Fonzo se ne marata. Karin je obsedena z denarjem in prosjači svoja starša zanj. Novice o uspešnih ropih jo opogumljajo, Mirjam pa jo opozarja, da jih več ujamejo. Trojica se dokončno odloči za rop banke, za pomoč dekleti prosita boga. Zamaskirajo se z lasuljami, brki in očali. Med ropom jih izdajajo živci, vendar jim uspe. Zbežijo s kombijem. Preoblečejo se in dekleti se odpeljeta z avtom. Fonza je s kombijem vpleten v manjšo prometno nesrečno in odpelje ga policija. Dekleti v Avstriji najameta hotelsko sobo, policija ju prime v kazinoju.

## Kritike
Vesna Marinčič je napisala, da je Trinajstica v evropskem merilu čisto spodobna majhna komedija, za slovenski prostor, ki ima težave s slabimi TV komedijami in pomanjkanjem profesionalizma, pa presenetljivo dobra. Pohvalila je dialog in mlade, naravne igralce, ni pa bila zadovoljna z odsotnostjo razlage, kako so odkrili roparje in s preveč vpadljivimi stranskimi igralci in prigodami, ki so kradli pozornost osrednjim protagonistom in temi in tako razvodeneli poanto filma.
Peter Kolšek je zapisal, da je TV drama bolj podvržena pravilom, kot kinematografski film in da je Trinajstica s kršenjem tega naredila napako, da pa hoče biti kljub temu le zabavna zgodba o slovenskih poskusih mondenega življenja. Zmotilo ga je. da se kriminalna zgodba povsem nepotrebno sklicuje na socialni kontekst, katerih določila zamenjujeta vedenjska stereotipa staršev. Po njegovem je žanrska nejasnost rezultirala v mučni afektiranosti in slabo prekritem moralizmu. Vprašal se je, zakaj film, ki krši pravila žanra, dekletoma ne dovoli uspeti ter zaključil, da je ekscentričnosti v njem premalo.

## Zasedba
- Barbara Lapajne: Karin Novak
- Mirjam Korbar: Mirjam Ebenšpangel
- Gojmir Lešnjak: fotograf Fonza
- Olga Kacjan: Karinina mama
- Boris Cavazza: Karinin oče

## Ekipa
| - dramaturg: Marjan Brezovar - fotografija: Jure Pervanje - glasba: Zoran Predin - soavtor in aranžer glasbe: Mirko Vuksanović - izvajalci: Lucija Grm, Cole Moretti, Venn Jemeršić, Nino Mureškić in Mirko Vuksanović | - montaža: Ana Zupančič - scenografija: Belica Škerlak - kostumografija: Jerneja Jambrek - maska: Zoran Lemajič in Nada Brvar (frizure) - studio: studio 26, RTV Ljubljana |